# Ешке, Мартина
Мартина Ешке (нем. Martina Jäschke; род. 6 мая 1960, Мерзебург, Галле) — немецкая прыгунья в воду от ГДР, чемпионка летних Олимпийских игр 1980 года по прыжкам в воду с десятиметровой вышки.

## Биография
Мартина Ешке родилась в 1960 году в Мерзебурге. В детстве Мартина занималась гимнастикой, с 1970 года занималась прыжками в воду в клубе SC Chemie Halle. Её тренером вначале была трёхкратная олимпийская чемпионка Ингрид Кремер, позже Ешке тренировалась под руководством Вернера Бенша. Несмотря на то, что Ешке пришла в спорт позже обычного, Кремер сразу заметила её талант. В 1975 году Ешке одержала победу на Спартакиаде в прыжках с трамплина 1 и 3 метров и с вышки. В 1976 году она заняла второе место на чемпионате Европы среди юниоров по прыжкам в воду.
На чемпионате мира 1978 года Ешке заняла второе место в прыжках в воду с десятиметровой вышки, уступив представительнице СССР Ирине Калининой. На летних Олимпийских играх 1980 года в Москве Ешке победила в прыжках в воду с десятиметровой вышки. За это достижение она была награждена орденом «За заслуги перед Отечеством» в серебре. На чемпионате Европы по водным видам спорта 1981 года в Сплите она завоевала серебряную и бронзовую медали.
Мартина Яшке окончила Немецкий университет физической культуры. Проживала рядом с Брауншвейгом.